# 106년

## 연호
- 후한(後漢) 연평(延平) 원년

## 기년
- 후한(後漢) 상제(殤帝) 원년
- 신라(新羅) 파사 이사금(婆娑泥師今) 27년
- 고구려(高句麗) 태조대왕(太祖大王) 54년
- 백제(百濟) 기루왕(己婁王) 30년

## 사건
- 신라가 가야를 침공하다.